# Artignosc-sur-Verdon
Artignosc-sur-Verdon is een gemeente in het Franse departement Var (regio Provence-Alpes-Côte d'Azur) en telt 237 inwoners (2004). De plaats maakt deel uit van het arrondissement Brignoles.

## Geografie
De oppervlakte van Artignosc-sur-Verdon bedraagt 18,3 km², de bevolkingsdichtheid is 13,0 inwoners per km².
De onderstaande kaart toont de ligging van Artignosc-sur-Verdon met de belangrijkste infrastructuur en aangrenzende gemeenten.

## Demografie
Onderstaande figuur toont het verloop van het inwonertal (bron: INSEE-tellingen).